# Itália nos Jogos Paralímpicos
A Itália participou pela primeira vez dos Jogos Paralímpicos em 1960, e enviou atletas para competirem em todos os Jogos Paralímpicos de Verão desde então. Em relação aos Jogos Paralímpicos de Inverno a primeira participação da Itália foi em 1980 e participou de todas as edições desde então.